# Liste der Kirchen, Kapellen und Bildstöcke in Unterammergau
In der oberbayerischen Gemeinde Unterammergau gibt es neben der Hauptkirche St. Nikolaus im Ortsteil Unterammergau, der Wallfahrtskirche Heilig Blut (Kappelkirche) im Ortsteil Kappel und der Franz-Xaver-Kapelle im Ortsteil Scherenau auch kleinere Kapellen, Wegkreuze und Bildstöcke. Sie gelten in Unterammergau als Flurdenkmale, einige von ihnen sind auch als Baudenkmal in die Bayerische Denkmalliste eingetragen.

## Kapellen- und Marterlwege
Um diese Flurdenkmale der Öffentlichkeit näherzubringen, hat die Gemeinde Unterammergau zwei Kapellen- und Marterlwege ausgewiesen, einen links der Ammer und einen rechts der Ammer, die an den zentraler gelegenen Flurdenkmalen vorbeiführen. Das Projekt wurde durch die EU-Initiative INTERREG III B „Alpenraum“ gefördert. Weitere Flurdenkmale sind über das gesamte Gemeindegebiet von Unterammergau verstreut, insgesamt sind es etwa 80.

### Rundweg links der Ammer
| Bezeichnung                   | Lage                                                             | Beschreibung | Baudenkmal    | Bild                              |
| ----------------------------- | ---------------------------------------------------------------- | --- | ------------- | --------------------------------- |
| St. Nikolaus                  | Kirchgasse, Nähe Dorfstraße (Standort)                           | katholische Pfarrkirche, dem heiligen Nikolaus von Myra gewidmet, barocker Saalraum mit eingezogenem Chor und nördlichem Zwiebelturm, von Germanicus Pecher, 1709, Turm 1688/89 | D-1-80-135-1  | (weitere Bilder)                  |
| Kriegerdenkmal                | Kirchgasse, vor der Kirche (Standort)                            | errichtet 1928 zur Erinnerung an die im Ersten Weltkrieg gefallenen Unterammergauer | nein          | Kriegerdenkmal                    |
| Christustorso                 | Pfarrgasse 2, im Garten des Pfarrhauses (Standort)               | aus rotem Sandstein, Rest eines Wegkreuzes aus Franken | nein          | Christustorso                     |
| Arma Christi                  | Obere Dorfstraße 21 (Standort)                                   | hölzernes Kreuz mit den Leidenswerkzeugen Christi an der Westwand, 19. Jh. | D-1-80-135-18 | Arma Christi                      |
| Lourdesgrotte                 | am Weg zum Bergfriedhof (Standort)                               | errichtet in der zweiten Hälfte des 19. Jh. zur Erinnerung an die Marienerscheinung von Lourdes 1858 | nein          | Lourdesgrotte                     |
| Jagl's Marterl                | neben der Pürschlingstraße oberhalb des Bergfriedhofs (Standort) | Gedenkstein für den hier von einer Jägerskugel tödlich getroffenen Josef Raggl, Inschrift: „Von der Kugel eines Jägers getroffen, starb hier am 1. Juli 1917 abends 11 Uhr der ehrengeachtete Josef Raggl. Als treubesorgter Familienvater mußte er in den schweren Tagen des Weltkrieges in der Heimat sein Leben lassen. R.I.P.“ | nein          | Jagl's Marterl                    |
| Schleifmühlkapelle            | am Beginn des Wegs zur Schleifmühlenklamm (Standort)             | auch „Kapella“ genannt, Kapellenbildstock mit Satteldach, 18. Jh., im Inneren Nachbildung der Figur des gegeißelten Heilands aus der Wieskirche, neben der Kapelle zwei Marterl für bei der Arbeit in der Klamm umgekommene Unterammergauer                                                                                        | D-1-80-135-27 | (weitere Bilder)                  |
| Stadelkreuz                   | an der Straße nach Scherenau (Standort)                          | am Südgiebel eines Stadels angebrachtes Kruzifix | nein          | Stadelkreuz                       |
| Gröbl-Kapelle                 | an der Straße zum Jugendheim (Standort)                          | 1995 errichtet, benannt nach der Stifterin Marie Gröbl, im Inneren eine Sammlung von Bildern der in den beiden Weltkriegen gefallenen Unterammergauer | nein          | (weitere Bilder)                  |
| Feldkreuz „Stoamichl im Nest“ | an der Straße zum Jugendheim (Standort)                          | Feldkreuz zum Gedenken an die in den beiden Weltkriegen gefallenen und vermissten Unterammergauer, Inschrift: „Gekreuzigter Herr Jesus, erbarme dich der Vermissten und gib den Verstorbenen die ewige Ruhe“ | nein          | Feldkreuz „Stoamichl im Nest“     |
| Kapelle im Winkel             | an der Straße zum Jugendheim (Standort)                          | erbaut um 1850, im Inneren Figur des hl. Nikolaus | nein          | (weitere Bilder)                  |
| Herz-Jesu-Kapelle             | am Weg nach Mayersäge (Standort)                                 | erbaut 1898 von Jakob Wiedemann, im Inneren Figur Jesu, die auf ihr offenes Herz zeigt. | nein          | (weitere Bilder)                  |
| Franz-Xaver-Kapelle           | in der Ortsmitte von Scherenau (Standort)                        | Weilerkapelle, dem heiligen Franz Xaver gewidmet, kleiner barocker Saalraum mit eingezogenem Chor und Zwiebel-Dachreiter, 2. Hälfte 18. Jh., Altarbild mit Darstellung des Tods des heiligen Franz Xaver, Figuren des Pestpatrons Sebastian und des Viehpatrons Leonhard.                                                          | D-1-80-135-32 | (weitere Bilder)                  |
| Hanser's Feldkreuz im Nest    | an der Straße nach Scherenau (Standort)                          | errichtet von P. Speer als Dank für die glückliche Heimkehr aus dem Ersten Weltkrieg, früher jeden Sonntag Ziel eines Bittgangs der Unterammergauer | nein          | Hanser's Feldkreuz im Nest        |
| Bildstock                     | an der Lachenbachstraße (Standort)                               | gewidmet „Unserer Lieben Frau von Ettal“, Neugestaltung eines 1929 errichteten Bildstocks | nein          | Bildstock an der Lachenbachstraße |
| Alletseekreuz                 | Kreuzung Scherenauer Straße / Alletseestraße (Standort)          | steinernes Sühnekreuz, 1910 von dem Rottmeister J. Alletsee errichtet, Inschrift: „Ich danke dr Herr Jesu Christ / daß du für mich gestorben bist. / Ach laß dein Blut u. deine Pein / An mir doch nicht verloren sein - 1910“ | nein          | (weitere Bilder)                  |

### Rundweg rechts der Ammer
| Bezeichnung                                 | Lage                                                             | Beschreibung | Baudenkmal    | Bild               |
| ------------------------------------------- | ---------------------------------------------------------------- | --- | ------------- | ------------------ |
| Seppala's Kreuz                             | nördlich des Bahnhofs (Standort)                                 | Wegkreuz am ursprünglichen Verlauf der Landstraße | nein          | (weitere Bilder)   |
| Kreuz am Kappelweg                          | Kappelweg 13 (Standort)                                          | Wegkreuz am Knick des Kappelwegs | nein          | Kreuz am Kappelweg |
| Mariengrotte                                | an dem Fußweg hinauf zur Kappelkirche (Standort)                 | im Stil einer Lourdesgrotte mit einer Figur der Maria Königin des Friedens, 1919 eingeweiht | nein          | (weitere Bilder)   |
| Rosenkranzstationen                         | an dem Fußweg hinauf zur Kappelkirche (Standorte: 1, 2, 3, 4, 5) | die fünf Stationen des schmerzhaften Rosenkranzes, fünf steinerne Bildstöcke mit Reliefs, 2. Hälfte 19. Jh. | D-1-80-135-31 | (weitere Bilder)   |
| Wallfahrtskirche Heilig Blut (Kappelkirche) | in Kappel auf einem Hügel (Standort)                             | Wallfahrtskirche mit Heilig-Blut-Reliquie, barocker Saalbau mit eingezogenem Chor und nördlichem spätgotischen Spitzturm, über spätgotischem Kern, Langhaus 1618, Chor von Johann Schmuzer 1680, Langhauswölbung und einheitlich Ausgestaltung von Xaver Schmuzer 1750/51 | D-1-80-135-29 | (weitere Bilder)   |
| Xaveri-Kapelle                              | unterhalb der Kappelkirche (Standort)                            | Wegkapelle, Satteldachbau mit Standbild des hl. Franz Xaver | nein          | (weitere Bilder)   |
| Hoad-Kapelle                                | am Weg entlang der Engen Laine (Standort)                        | Wegkapelle, neugotischer Satteldachbau mit Putzgliederung, Mitte 19. Jh., Pietà und Bilder der Heiligen Gregorius und Isidorius | D-1-80-135-28 | (weitere Bilder)   |
| Reindl-Marterl                              | neben der Hoad-Kapelle am Weg entlang der Engen Laine (Standort) | Gedenktafel für die dort in den letzten Tagen des Zweiten Weltkriegs von einem amerikanischen Flugzeug erschossene Genoveva Reindl | nein          | Reindl-Marterl     |
| Streitl's Kreuz                             | am Weg entlang der Engen Laine (Standort)                        | ursprünglich Grabkreuz auf dem Friedhof an der Pfarrkirche, nach Ersetzung durch einen Grabstein hierher versetzt | nein          | Streitl's Kreuz    |

## Weitere Kapellen und Bildstöcke
| Bezeichnung      | Lage                                                                            | Beschreibung | Baudenkmal    | Bild             |
| ---------------- | ------------------------------------------------------------------------------- | --- | ------------- | ---------------- |
| Arma Christi     | Scherenau 5 (Standort)                                                          | hölzernes Kreuz mit den Leidenswerkzeugen Christi an der Ostwand des Getreidekastens, 19. Jh.                          | D-1-80-135-33 | (weitere Bilder) |
| Bildstock        | am Südhang des Grünbichls (Standort)                                            | gewidmet dem heiligen Antonius von Padua                                                                               | nein          | (weitere Bilder) |
| Friedhofskapelle | Bergfriedhof am Ende der Pürschlingstraße (Standort)                            | | nein          | (weitere Bilder) |
| Friedhofskreuz   | Bergfriedhof am Ende der Pürschlingstraße (Standort)                            | | nein          | (weitere Bilder) |
| Friedhofskreuz   | Kirchfriedhof an der Pfarrkirche (Standort)                                     | | nein          | (weitere Bilder) |
| Josefskapelle    | am Josefsflecken zwischen der Langentalalm und den Pürschlinghäusern (Standort) | ab 1989 erbaute Kapelle für eine 1907 gestiftete Figur des heiligen Josefs, die bis dahin an einem Baum angebracht war | nein          | (weitere Bilder) |
| Schartenkapelle  | am Pass zwischen Köpfel und Schartenköpfel (Standort)                           | hölzerner Bildstock mit Kruzifix und Putti auf einem Steinsockel aus Trockenmauerwerk                                  | nein          | (weitere Bilder) |
| Seekapelle       | am Weg von der Waldalm zur Schleifmühlenlaine (Standort)                        | hölzerne Kapelle mit Satteldach, im Inneren Figur der heiligen Barbara, Patronin der Steinhauer                        | nein          | (weitere Bilder) |
| Steckenbergkreuz | am Nordende des Grates des Steckenbergs (Standort)                              | | nein          |                  |
| Wegkreuz         | am Südhang des Grünbichls, Nähe Feuchtenrainweg (Standort)                      | | nein          | (weitere Bilder) |